# Brouwerij Barbarossa Groningen
Brouwerij Barbarossa is de bekendste en langst overgebleven brouwerij in de stad Groningen.
De brouwerij werd opgericht in het jaar 1756 en heeft in zijn bestaan een paar eigenaren/namen gekend. Als merknaam is veelal "Barbarossa" gevoerd. De brouwerij is bekend geworden onder de naam "W. Keizer & Co. Bierbrouwerij".
Rond 1910 werd de merknaam "Barbarossa" verbonden aan de brouwerij en werd het in eerste instantie "Bierbrouwerij W. Keizer Barbarossa" en wat later "N.V. Vereenigde Bierbrouwerijen Keizer Barbarossa" totdat de brouwerij rond 1964 werd overgenomen door de "Oranjeboom Brouwerij". De "Oranjeboom Brouwerij" ging over in de "Verenigde Nederlandse Brouwerijen Breda - Oranjeboom N.V.". 
Onder deze vlag heeft de brouwerij het nog een paar jaar volgehouden totdat het brouwen in 1965 werd gestaakt. De brouwerij was gevestigd aan de "Helper Kerkstraat" in de Groninger wijk Helpman. Van de brouwerij is niet veel meer over dan het kantoorpand.